# Ruta 731 (Costa Rica)
La Ruta 731, oficialmente Ruta Nacional Terciaria 731, es una ruta nacional de Costa Rica ubicada en la provincia de Alajuela.

## Descripción
En la provincia de Alajuela, la ruta atraviesa el cantón de Upala (los distritos de Upala, Yolillal).